# キンゼイ報告
キンゼイ報告（きんぜいほうこく、Kinsey Reports）とは、アメリカの性科学者・昆虫学者であるアルフレッド・キンゼイ (Alfred Kinsey) が発表した、人間の性についての報告書。
1948年に発表された『Sexual Behavior in the Human Male』（邦題：『人間における男性の性行為』）と、1953年に発表された『Sexual Behavior in the Human Female』（邦題：『人間女性における性行動』）から成る。
上の２つに代表される数件の論文は、ほとんどの人はある程度両性愛的傾向を持つと述べている。つまり、異性愛を自覚する人は、ただ単に異性を同性より好むというだけであって、本来は同性に対する性的魅力も持っていると述べるのである。その他の調査によれば、完全な異性愛または同性愛と断定出来る人は全人口に対して5 %ないし10 %にすぎないという。一方で、ごく少数の人々は一方の性をより好むという自分の傾向をはっきりとは自覚していない。
両性愛はいずれの性に対しても同じくらいの強さで性的魅力を感じるということのみを意味するのではない。実際、一方の性を明確に好みながらも他方の性への魅力を排除しようとはしないという人は、両性愛者となりうるし実際自身が両性愛者であると認識していることも多い。

## 性行為に関する報告

### 同性愛
キンゼイの報告によると、サンプルされた成年男性の46 %が両方の性別の人に性的に「反応した」と回答している。また、37 %は少なくとも1度以上の同性愛の経験を持っていた。20歳から35歳の白人男性の11.6 %は同性愛と異性愛の両方の経験者であった。さらにサンプルされた男性の10 %が「16歳から55歳の間の少なくとも3年間、多かれ少なかれ、専ら同性愛だった」という調査結果がある。また、20歳から35歳の女性の2～6%は同性愛と異性愛の両方の経験者であり、1～3 %は専ら同性愛者であった。

### 自慰
女性の62 %、男性の92 %は自慰の経験がある。

### 既婚者の性交
既婚者の性交の頻度は、既婚女性へのアンケートによると、10代の場合一週間に2.8回であり、30歳未満では一週間に2.2回、50歳未満では一週間に1.0回であった。

### 性的虐待
4441人の調査対象女性のうち24 %が性的に成熟する前の子供時代に性的虐待を受けており、家族の一員による近親姦的な性的虐待の体験率は5.5 %、父親または義理の父親によるものは1.0 %であるという報告がなされた。

### 不倫
全ての結婚した男性の約50 %は、結婚生活の間いくらかの婚外恋愛の経験があった。女性の26 %は婚外交渉を持っていた。

### サド・マゾ
女性の12 %、男性の22 %は、サド・マゾヒスティックな話に対する性愛の応答を持った。女性の55 %、男性の50 %は噛まれることに性愛的に応答したと報告する。

## 批判

### 方法論問題
キンゼイ報告は、方法論問題で批判された。「ランダム」であるべきサンプルの内の25 %は刑務所（当時から刑務所内での強姦は存在した）にいたことのある前科者、5 %は男娼であり、また、タブーである性行為を赤の他人に面接で打ち明けること恥じない人間をサンプルにすれば、当然そのようなタブー行為を経験したものが高い割合で存在するのではないか、という意見はレポートの発表当時から学会では存在した。
社会的タブーに関する情報を面接によってサンプリングすること自体が、学術的客観性に欠け、そのようにして集められたサンプルには全体のポピュレーションの傾向を推計する上で何の統計的な意義はないとの批判も、レポートの発表年の1948年にアメリカ統計学会によって発表されている。その統計会のメンバーの一人で、著名な統計学者のジョン・テューキー (John Tukey) は、「ランダムに集められた3サンプルの方が、キンズリーによって集められた300のサンプルよりもマシである」と述べている。タブーに関わる情報を面接によって集めることによる問題点は、当時の著名な心理学者（代表例：アブラハム・マズロー）によっても指摘されていた。
これらの批判に対する応答において、キンゼイの後継者は、その意味された汚染のデータを「クリアにする」のに数年を費やした。例えば、基礎的サンプルにおける囚人数から得られた材料全てを除去するなどである。1979年にその結果は示されたが、ポール・ゲバード (Paul Gebhard) の結論（「The Kinsey Data: Marginal Tabulations of the 1938-1963 Interviews Conducted by the Institute for Sex Research」）として、正見積書のうちのいずれもその結果は囚人と男娼のサンプルによって影響を受けなかった。ゲバードの再算出によれば、男娼と囚人を除いたサンプルによれば37 %の代わりに36.4 %の男性が同性間での性交を経験、10 %の代わりに9.9 %の男性がゲイ（過去数年同性愛以外の経験が無い）であるとの結果が出た。
擁護派は、この結果はキンゼイの研究手法を肯定するものだと捕らえるが、批判派はタブーの問題を赤の他人に話すことを躊躇しない人間だけがサンプルになるという根本問題を示すものであると捕らえる。近年では同性愛が生理的なものであると理解されだしたこと、アメリカと同じ欧米の国、とくにスカンジナビア諸国では同性愛を表明することに関するタブーがほとんど消滅しているにもかかわらず35 %強の男性が同性間性交を経験したなどという調査結果がでないことから、キンゼイのサンプルが特殊な集団に限定されていたという見方が学会では有力である。男娼や前科者などの特殊集団の性経験の内情を知る上では有意義なものであるが、アメリカ社会全体の性生活の内情を推測するサンプルとしては全く不適切なものとされている。
キンゼイ報告書の問題点は初歩的な社会統計手法を理解している者には明らかで、学会では発表当時から報告書に対して批判的な見解を示していたが、キンゼイの理系の生物学の博士としての社会的信用、万を超えるサンプル数、さらに報告書の結論が当時の進歩的風潮に大いに迎合していたことなどから、報告書のアメリカ社会に与えた影響は大きい。現在では逆にキンゼイ報告の問題点は、レーガン政権以降に盛り返した保守派によって大いに宣伝され左派・革新・進歩派の批判材料として活用されている。ただし保守・右派の意見には学術的な観点に欠けている場合も多く、革新・左派は学術的なキンゼイ批判を無視して、キンゼイ批判が思想に偏ったものであると主張する傾向にある。

### 中立性
最近では、彼が両性愛であり、SMのマゾの性癖があったこと。大学の学生や助手などに愛人や妻との集団性交の参加を薦めていたこと、親から受けた厳格なキリスト教の教育に反発していたこと、さらに統計手法に通じていたにもかかわらず、キンゼイ報告の内訳がアメリカ社会を反映するものでないということを明確にせず、その後もキンゼイ報告に関するこのような初歩的な誤解を訂正する発言が一切無かったことなどからキンゼイ本人の研究姿勢に疑問が集まっている。特に非難の対象になっているのは一年以上同棲している者を事実婚ということで既婚と定義したことである。当時は結婚前の同棲は社会的に問題視されており、このような社会規範に反して同棲生活をするものの方が不倫も含めた性規範に対して寛容であると考えられる。また一年以上同棲しているからと言ってそれが最終的に結婚につながるとはかぎらない。この集団の「浮気」を「不倫」と定義することで結婚した男性の約50 %は、女性の26 %は婚外交渉の経験があったとの結果が得られている。これらのことなどから、キンゼイの研究姿勢そのものの客観性・中立性が信用できないとの意見も存在する。
また前述の擁護論を書いたポール・ゲバード (Paul Gebhard) がキンゼイの親しい同僚であった点も、批判の中立性に与える影響として考慮する必要がある。

## 映画化
2004年、キンゼイの生涯を描いた映画が製作され、「愛についてのキンゼイ・レポート」の題名で2005年8月に日本で公開された。キンゼイを演じたのはリーアム・ニーソン。リベラルの視点からの脚本で、キンゼイ報告の問題点、キンゼイの私生活と彼の研究姿勢の客観性の問題について一切触れていないとの批判も存在する。

## 翻訳
- 『人間に於ける男性の性行為（上・下）』アルフレッド・C・キンゼイ等著、永井潜・安藤画一共訳、コスモポリタン社、1950年
- 『人間女性における性行動（上・下）』アルフレッド・C・キンゼイ等著、朝山新一等訳、コスモポリタン社、1954年